# Нородом I
Нородом I (кхмер. ព្រះបាទនរោត្តម, Ang Vatthey) (1834, Ангкор Борей − 1904, Пномпень, Камбоджа) — камбоджийский государственный деятель; Король Камбоджи (1860 — 1904). Сын короля Анг Дуонга, единокровный брат Сисовата I.

## Биография
Принц Преа Анг-водей (Преа Анг Шреланг) был старшим сыном короля Анг Дуонга от Неак Менеанг Пен. Родился в Ангкор Борее, образование получил в Бангкоке — столице Сиама, где изучал буддийские писания палийского канона и другие священные тексты Тхеравады. Обучение принца в Сиаме рассматривалось как способ укрепления связей между этой страной и Камбоджей, которая с 1802 года находилась под совместным протекторатом Сиама и Вьетнама. Взошёл на престол в 1860 году, после смерти отца, под именем Сом Дах Пра Нородом Пром Бореракса Пра Мага Аббарах (в европейской традиции — Нородом I).
В силу двойственного протектората короли Камбоджи должны были короноваться в присутствии представителей обоих сюзеренов — Вьетнама и Сиама. Однако атрибуты королевской власти — корона, священный меч и королевская печать — хранились в Сиаме, и смена короля в Камбодже была сочтена правителями Сиама удобным поводом, чтобы укрепить свой контроль над этой страной за счёт ослабленных французским вторжением вьетнамцев. Бангкок отказался вернуть королевские регалии, настаивая, что правитель Камбоджи — сиамский наместник, короновать которого вьетнамцы не имеют права. Воспользовавшись шаткостью положения наследника, чьи права были подтверждены местным судом после смерти отца, его младший брат Си Ватха поднял мятеж с целью захвата власти. Ещё один брат, Сисоват, занял выжидательную позицию, не поддерживая открыто мятежников, но и не помогая Нородому. Тому пришлось бежать из столицы Камбоджи Удонга в Баттамбанг, а оттуда в Бангкок.
С помощью сиамских войск Нородом подавил мятеж и вернулся в Камбоджу, но королевские регалии оставались в Бангкоке. На этом этапе на контроль над Камбоджей уже претендовали, помимо сиамцев, французы, и королю пришлось вести переговоры с обеими державами. В итоге в августе 1863 года Нородом подписал сепаратные договоры о протекторате как с офицерами французского флота, представлявшими свою страну в Юго-Восточной Азии, так и с правительством Сиама. Договор с Сиамом был ратифицирован этой страной в январе 1864 года, незадолго до того, как аналогичная ратификация состоялась в Париже. Итогом стала ситуация, когда вместо Сиама и Вьетнама Камбоджа оказалась под одновременным протекторатом Сиама и Франции. Последующие дипломатические усилия привели к тому, что обе державы в середине 1864 года согласились участвовать в коронации Нородома (она состоялась в Удонге в июне 1864 года). После этого влияние Сиама на политику Камбоджи стало ослабевать и сошло на нет после смерти короля Монгкута в 1867 году. 15 июля Сиам по условиям договора с Францией отказался от претензий на суверенитет над Камбоджей, закрепив взамен за собой её провинции Баттамбанг и Ангкор.
В 1866 году Нородом, поддавшись уговорам французов, перенёс столицу Камбоджи из Удонга в более близкий к основным торговым путям Пномпень. На следующий год в стране снова начались выступления как против него, так и против французского вмешательства в управление страной. Крупнейшим из восстаний руководил бывший монах Пу Ком По, заявивший о своих правах на престол. С помощью французов восстания были подавлены. Новая волна восстаний прокатилась по стране в 1870-е годы, но также оказалась безуспешной.
В первые годы царствования Нородома система управления страной оставалась традиционной. Король, чей статус в религиозной иерархии был очень высок, не обладал серьёзной административной властью в провинциях вдали от столицы, где местные правители собирали налоги не только для него, но и для себя. Французские представители в Камбодже считали высокие налоги одной из причин постоянных восстаний. Поэтому они всячески пытались убедить Нородома в необходимости реформ. К середине 1870-х годов у него начались проблемы со здоровьем, что позволило им надеяться, что в скором времени его можно будет заменить на более сговорчивого Сисовата, но Нородом поправился.
Между тем в стране возобновилась смута, и во главе бунтовщиков опять оказался Си Ватха, до этого скрывавшийся в Сиаме. Ему удалось собрать достаточно сторонников, чтобы осадить столицу провинции Кампонгтхом; его базы находились на территории, населённой народностью стиенг. Французы дали понять Нородому, что готовы помочь с подавлением мятежа в ответ на готовность к реформам, и 15 января 1877 года он издал декрет о реформах. Им не суждено было быть претворёнными в жизнь в ближайшие годы, но в дальнейшем они послужили основой для усиления французского контроля над разными аспектами жизни Камбоджи. Согласно декрету, в стране должно было быть упразднено рабство, рационализирован процесс сбора налогов, сокращено число обладателей почётных дворянских титулов; королевский род переставал быть собственником управляемых земель. Французы в свою очередь успешно подавили восстание Си Ватхи, но самому принцу снова удалось бежать.
Вскоре после этого Нородом, стремившийся найти противовес французскому влиянию, вступил в тайные контакты с испанским консулом в Сайгоне. По-видимому, был даже заключён некий договор, но когда о нём узнали в Париже, испанское правительство его дезавуировало, объявив личной инициативой консула. К середине 1880-х годов конфликт между королём, защищавшим собственные интересы, и французскими колониальными чиновниками достиг высшей точки, и втайне от Нородома был запущен процесс подготовки государственного переворота с целью сменить его на Сисовата. В итоге, однако, король решил подчиниться требованиям Франции и подписал программу реформ, а также передал французам контроль над таможенными сборами в Камбодже. Вскоре после этого в стране опять началось восстание, которым снова руководил Си Ватха, но в отличие от прошлых раз оно, как подозревали французы, пользовалось молчаливой поддержкой самого Нородома. Восстание приобрело небывало большой размах, и французским войскам не удавалось его подавить. Повстанцы полтора года связывали четыре тысячи французских и вьетнамских солдат, пока Нородом не призвал их сложить оружие в обмен на признание французами местных традиций и законов. Хотя договор о реформах был подписан королём, большинство из них начали воплощаться только после его смерти, два десятилетия спустя.
С целью обеспечить удобный для себя порядок наследования престола, который по их планам после смерти Нородома должен был занять Сисоват, французы в 1893 году добились ареста и высылки из страны сына Нородома, Дуонга Шакра, бывшего активным участником антиколониальных выступлений середины 1880-х годов. Впоследствии он был интернирован в Алжире, где и умер в 1897 году. Мятежный брат короля, принц Си Ватха, скончался в декабре 1891 года. Нородом, сохраняя блестящий двор в Пномпене и видимость верховной власти, постепенно терял контроль над реальными административными рычагами. С 1892 года сбор всех налогов в Камбодже осуществляли французские чиновники. Число французских наместников (резидентов) в провинциях возросло с четырёх в 1888 году до десяти шестью годами позже. Наконец, в 1897 году, когда король заболел, французский представитель в Камбодже Верневилль объявил, что Нородом больше не в состоянии управлять страной и что с этого момента решения будут принимать совет министров и верховный резидент. Все королевские декреты, помимо подписи самого Нородома, должен был подписывать и верховный резидент, иначе они не обретали законной силы.
После событий 1897 года Нородом оставался символической фигурой, обладающей религиозным значением для своих подданных, но не реальной властью. Он умер весной 1904 года в Пномпене, оставив после себя многочисленных сыновей, но французы возвели на престол его брата Сисовата, создав юридический казус, при котором в Камбодже возникло две линии наследования.